# La Collection Kledermann
La Collection Kledermann est un roman de Juliette Benzoni paru en mars 2012, mettant en scène le prince antiquaire Aldo Morosini. C'est le douzième tome de la série Le Boiteux de Varsovie.